# 鄒廣榮
鄒廣榮（CHOW Kwong Wing，1986年3月17日—），香港賽艇運動員。因皮膚黝黑，有「黑鬼」的外號。曾於2004年奪得「傑出青少年運動員」獎項。

## 簡歷
小學就讀迦密愛禮信小學，中學時就讀博愛醫院陳楷紀念中學，2002年開始接觸賽艇運動，2003年已被選入香港隊，並首次參加亞洲錦標賽，奪得男子四人雙槳艇第五名。同年首次參加香港舉行的亞洲青少年錦標賽，奪得男子八人艇銀牌及男子單人艇銅牌。
2004年，再次參加日本舉行的亞洲青少年錦標賽，奪得男子單人艇金牌及男子雙人雙槳銀牌。
2006年，首次代表香港參加多哈運會，在公開男子單人艇以第六名完成。
2007年，鄒廣榮與其他16位精英運動員，完成「匯豐銀行慈善基金教練級別評定計劃」第二級運動通論課程，他並憑得優異成績獲頒獎學金。
2008年，首次代表香港出戰北京奧運會，伙拍蘇秀華出男子輕量級雙人雙槳，以香港隊最佳成績第16名完成。
2009年，代表香港參加2009年東亞運動會賽艇比賽，伙拍蘇秀華奪得男子輕量級雙人雙槳艇金牌，這是香港賽艇隊繼1993年何劍暉於第1屆東亞運動會奪金後，16年來的首面綜合運動會金牌。2010年，鄒再度伙拍蘇秀華出戰2010年亞洲運動會，取得男子轻量级双人双桨赛艇銀牌。
2011年，受到三節椎間盤突出影響八年的傷患進行手術。休息一年後，於2012年復出。
2013年，在韓國舉行的世界錦標賽，在男子輕量級四人雙槳艇，伙拍關祺昌，鄧超萌和駱坤海，以第六名完成。是首次男子賽艇運動員進入世界賽决賽。繼吳家樂90年代尾後，再次有香港代表進入世界賽决賽。

## 參賽紀錄
- 2003年 亞洲青少年划艇錦標賽 - 男子八人艇（銀牌）
- 2003年 亞洲青少年划艇錦標賽 - 男子單人艇（銅牌）
- 2004年 亞洲青少年划艇錦標賽 - 男子單人艇（金牌）、雙人雙槳艇（銀牌）
- 2006年 多哈亞運會- 公開單人艇 (第六名)
- 2007年 亞洲賽艇錦標賽 - 輕量級雙人艇（銀牌）
- 2008年 國際賽聯奧運會亞洲區資格賽 - 輕量級雙人艇（第一名））
- 2008年 日本盃 - 輕量級雙人雙槳艇（金牌）
- 2009年 亞洲賽艇錦標賽 - 輕量級雙人雙槳艇（金牌）、雙人雙槳艇（銀牌）
- 2009年 香港東亞運重會- 輕量級雙人雙槳艇(金牌)、輕量級四人雙槳艇(銀牌)
- 2010年 廣州亞運會- 輕量級雙人雙槳艇(銀牌)
- 2013年 世界杯第三站- 輕量級四人雙槳艇         (銅牌)
- 2013年 韓國忠州世界賽艇錦標賽- 輕量級四人雙槳艇(第六名)
- 2013年 亞洲賽艇錦標賽- 輕量級雙人雙槳艇(銀牌)、輕量級四人雙槳艇(銅牌)
- 2014年 悉尼世界杯第一站- 輕量級雙人雙槳艇(第五名)
- 2014年 世界杯第三站- 輕量級四人雙槳艇         (銅牌)
- 2014年 悉尼公開賽- 輕量級四人雙槳艇(銅牌)
- 2014年 仁川亞運會- 輕量級雙人雙槳艇(銀牌)、輕量級四人雙槳艇(銀牌)

- 香港特區政府嘉獎

：民政事務局局長嘉許  (2008年)
行政長官社區服務獎狀（2011年）
行政長官社區服務獎狀  (2015年)

## 外部連結
- 中國香港體育協會暨奧林匹克委員會 運動員資料
- 2010年广州亚运会官方网站 赛艇 - 邹广荣 - 简历[]
- 中國香港賽艇協會 賽艇運動員檔案